# Coleophora cavillosa
Coleophora cavillosa é uma espécie de mariposa do gênero Coleophora pertencente à família Coleophoridae.